# Simion Cuțov

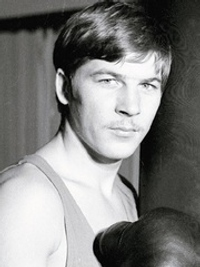
Simion Cuțov

Simion Cuțov (* 7. Mai 1952 in Smârdanul Nou, Kreis Brăila; † 1993) war ein rumänischer Boxer. Cuțov war Europameister 1973 und 1975 und Silbermedaillengewinner der Olympischen Spiele 1976.

## Karriere
Im Juniorenbereich (U19) gewann Cuțov 1970 in Widin die Meisterschaften des Ostblocks und 1972 in Bukarest die Europameisterschaften, beides jeweils im Leichtgewicht.
Cuțov gewann die rumänischen Meisterschaften 1973, 1976 und 1978.
1973 gewann Cuțov im Leichtgewicht die Europameisterschaften in Belgrad mit einem Finalsieg über den Titelverteidiger Ryszard Tomczyk, Polen (5:0). Im Jahr darauf holte er auch den Balkanmeistertitel in Constanța und 1975 abermals die Goldmedaille bei den Europameisterschaften, welche in diesem Jahr in Katowice stattfanden.
Bei den Olympischen Spielen 1976 erreichte Cuțov nach Siegen über Silvester Mittee, Vereinigtes Königreich (nach Abbruch), Nelson Calzadilla, Venezuela (5:0), Ove Lundby, Schweden (5:0), und Wassili Solomin, Sowjetunion (5:0), das Finale. In diesem stand ihm der US-Amerikaner Howard Davis gegenüber, dem er mit 5:0 Richterstimmen unterlag.
1977 schied Cuțov bereits im ersten Kampf gegen George Gilbody, England (4:1), aus, gewann aber im selben Jahr im Halbweltergewicht (–63,5 kg) die Polizeimeisterschaften des Ostblocks in Ulaanbaatar. Im Jahr darauf reichte es für ihn bei den gleichen Wettkämpfen nur für die Silbermedaille. 1979 gewann er nochmals die Balkanmeisterschaften und wieder die Silbermedaille der Polizeimeisterschaften.
1980 qualifizierte sich Cuțov nochmals für die Olympischen Spiele, schied hier aber bereits im ersten Kampf gegen den späteren Silbermedaillengewinner Serik Qonaqbajew, Sowjetunion (5:0), aus, woraufhin er seine Karriere beendete. 1993 starb er an Leberzirrhose. Sein älterer Bruder Calistrat (1948–2025) war ebenfalls Boxer und Olympiateilnehmer.